# Borrèlia
Les borrèlies (Borrelia) són un gènere de bacteris gramnegatius de la classe de les espiroquetes, en forma d'espiral, que creixen en mitjans sintètics i enriquits. Tenen endotoxines com a factor principal de virulència. Causen malalties zoonòtiques en humans transmeses principalment per les paparres i els polls, depenent de l'espècie. Entre aquestes malalties destaca la malaltia de Lyme o borreliosi i la meningitis.
El gènere porta el nom del biòleg francès Amédée Borrel (1867-1936).

## Filogènia
La taxonomia actualment acceptada es basa en la List of Prokariotic Names with Standing in Nomenclature (LPSN) i el National Center for Biotechnology Information (NCBI) i la filogènia es basa en la versió LTP basada en 16R rRNA 111 del Projecte The All-Species Living Tree.
|  | B. turcica Güner et al. 2004                                                                           |
|  | |
|  | \| \| B. coriaceae Johnson et al. 1987 \| \| \| \| \| \| B. miyamotoi Fukunaga et al. 1995 \| \| \| \| |
|  | |
|  | B. coriaceae Johnson et al. 1987                                                                       |
|  | |
|  | B. miyamotoi Fukunaga et al. 1995                                                                      |
|  | |

|  | B. coriaceae Johnson et al. 1987  |
|  |                                   |
|  | B. miyamotoi Fukunaga et al. 1995 |
|  |                                   |

|  | B. afzelii Canica et al. 1994                                                                    |
|  |                                                                                                  |
|  | \| \| B. turdi Fukunaga et al. 1997 \| \| \| \| \| \| B. valaisiana Wang et al. 1997 \| \| \| \| |
|  |                                                                                                  |
|  | B. turdi Fukunaga et al. 1997                                                                    |
|  |                                                                                                  |
|  | B. valaisiana Wang et al. 1997                                                                   |
|  |                                                                                                  |

|  | B. turdi Fukunaga et al. 1997  |
|  |                                |
|  | B. valaisiana Wang et al. 1997 |
|  |                                |

|  | B. afzelii Canica et al. 1994                                                                    |
|  |                                                                                                  |
|  | \| \| B. turdi Fukunaga et al. 1997 \| \| \| \| \| \| B. valaisiana Wang et al. 1997 \| \| \| \| |
|  |                                                                                                  |
|  | B. turdi Fukunaga et al. 1997                                                                    |
|  |                                                                                                  |
|  | B. valaisiana Wang et al. 1997                                                                   |
|  |                                                                                                  |

|  | B. turdi Fukunaga et al. 1997  |
|  |                                |
|  | B. valaisiana Wang et al. 1997 |
|  |                                |

|  | B. garinii Baranton et al. 1992     |
|  |                                     |
|  | B. lusitaniae Le Fleche et al. 1997 |
|  |                                     |

|  | B. japonica Kawabata et al. 1994 |
|  |                                  |
|  | B. sinica Masuzawa et al. 2001   |
|  |                                  |

|  | B. garinii Baranton et al. 1992     |
|  |                                     |
|  | B. lusitaniae Le Fleche et al. 1997 |
|  |                                     |

|  | B. japonica Kawabata et al. 1994 |
|  |                                  |
|  | B. sinica Masuzawa et al. 2001   |
|  |                                  |

|  | B. garinii Baranton et al. 1992     |
|  |                                     |
|  | B. lusitaniae Le Fleche et al. 1997 |
|  |                                     |

|  | B. japonica Kawabata et al. 1994 |
|  |                                  |
|  | B. sinica Masuzawa et al. 2001   |
|  |                                  |

|  | B. garinii Baranton et al. 1992     |
|  |                                     |
|  | B. lusitaniae Le Fleche et al. 1997 |
|  |                                     |

|  | B. japonica Kawabata et al. 1994 |
|  |                                  |
|  | B. sinica Masuzawa et al. 2001   |
|  |                                  |

|  | B. afzelii Canica et al. 1994                                                                    |
|  |                                                                                                  |
|  | \| \| B. turdi Fukunaga et al. 1997 \| \| \| \| \| \| B. valaisiana Wang et al. 1997 \| \| \| \| |
|  |                                                                                                  |
|  | B. turdi Fukunaga et al. 1997                                                                    |
|  |                                                                                                  |
|  | B. valaisiana Wang et al. 1997                                                                   |
|  |                                                                                                  |

|  | B. turdi Fukunaga et al. 1997  |
|  |                                |
|  | B. valaisiana Wang et al. 1997 |
|  |                                |

|  | B. afzelii Canica et al. 1994                                                                    |
|  |                                                                                                  |
|  | \| \| B. turdi Fukunaga et al. 1997 \| \| \| \| \| \| B. valaisiana Wang et al. 1997 \| \| \| \| |
|  |                                                                                                  |
|  | B. turdi Fukunaga et al. 1997                                                                    |
|  |                                                                                                  |
|  | B. valaisiana Wang et al. 1997                                                                   |
|  |                                                                                                  |

|  | B. turdi Fukunaga et al. 1997  |
|  |                                |
|  | B. valaisiana Wang et al. 1997 |
|  |                                |

|  | B. garinii Baranton et al. 1992     |
|  |                                     |
|  | B. lusitaniae Le Fleche et al. 1997 |
|  |                                     |

|  | B. japonica Kawabata et al. 1994 |
|  |                                  |
|  | B. sinica Masuzawa et al. 2001   |
|  |                                  |

|  | B. garinii Baranton et al. 1992     |
|  |                                     |
|  | B. lusitaniae Le Fleche et al. 1997 |
|  |                                     |

|  | B. japonica Kawabata et al. 1994 |
|  |                                  |
|  | B. sinica Masuzawa et al. 2001   |
|  |                                  |

|  | B. garinii Baranton et al. 1992     |
|  |                                     |
|  | B. lusitaniae Le Fleche et al. 1997 |
|  |                                     |

|  | B. japonica Kawabata et al. 1994 |
|  |                                  |
|  | B. sinica Masuzawa et al. 2001   |
|  |                                  |

|  | B. garinii Baranton et al. 1992     |
|  |                                     |
|  | B. lusitaniae Le Fleche et al. 1997 |
|  |                                     |

|  | B. japonica Kawabata et al. 1994 |
|  |                                  |
|  | B. sinica Masuzawa et al. 2001   |
|  |                                  |

|  | B. turcica Güner et al. 2004                                                                           |
|  | |
|  | \| \| B. coriaceae Johnson et al. 1987 \| \| \| \| \| \| B. miyamotoi Fukunaga et al. 1995 \| \| \| \| |
|  | |
|  | B. coriaceae Johnson et al. 1987                                                                       |
|  | |
|  | B. miyamotoi Fukunaga et al. 1995                                                                      |
|  | |

|  | B. coriaceae Johnson et al. 1987  |
|  |                                   |
|  | B. miyamotoi Fukunaga et al. 1995 |
|  |                                   |

|  | B. afzelii Canica et al. 1994                                                                    |
|  |                                                                                                  |
|  | \| \| B. turdi Fukunaga et al. 1997 \| \| \| \| \| \| B. valaisiana Wang et al. 1997 \| \| \| \| |
|  |                                                                                                  |
|  | B. turdi Fukunaga et al. 1997                                                                    |
|  |                                                                                                  |
|  | B. valaisiana Wang et al. 1997                                                                   |
|  |                                                                                                  |

|  | B. turdi Fukunaga et al. 1997  |
|  |                                |
|  | B. valaisiana Wang et al. 1997 |
|  |                                |

|  | B. afzelii Canica et al. 1994                                                                    |
|  |                                                                                                  |
|  | \| \| B. turdi Fukunaga et al. 1997 \| \| \| \| \| \| B. valaisiana Wang et al. 1997 \| \| \| \| |
|  |                                                                                                  |
|  | B. turdi Fukunaga et al. 1997                                                                    |
|  |                                                                                                  |
|  | B. valaisiana Wang et al. 1997                                                                   |
|  |                                                                                                  |

|  | B. turdi Fukunaga et al. 1997  |
|  |                                |
|  | B. valaisiana Wang et al. 1997 |
|  |                                |

|  | B. garinii Baranton et al. 1992     |
|  |                                     |
|  | B. lusitaniae Le Fleche et al. 1997 |
|  |                                     |

|  | B. japonica Kawabata et al. 1994 |
|  |                                  |
|  | B. sinica Masuzawa et al. 2001   |
|  |                                  |

|  | B. garinii Baranton et al. 1992     |
|  |                                     |
|  | B. lusitaniae Le Fleche et al. 1997 |
|  |                                     |

|  | B. japonica Kawabata et al. 1994 |
|  |                                  |
|  | B. sinica Masuzawa et al. 2001   |
|  |                                  |

|  | B. garinii Baranton et al. 1992     |
|  |                                     |
|  | B. lusitaniae Le Fleche et al. 1997 |
|  |                                     |

|  | B. japonica Kawabata et al. 1994 |
|  |                                  |
|  | B. sinica Masuzawa et al. 2001   |
|  |                                  |

|  | B. garinii Baranton et al. 1992     |
|  |                                     |
|  | B. lusitaniae Le Fleche et al. 1997 |
|  |                                     |

|  | B. japonica Kawabata et al. 1994 |
|  |                                  |
|  | B. sinica Masuzawa et al. 2001   |
|  |                                  |

|  | B. afzelii Canica et al. 1994                                                                    |
|  |                                                                                                  |
|  | \| \| B. turdi Fukunaga et al. 1997 \| \| \| \| \| \| B. valaisiana Wang et al. 1997 \| \| \| \| |
|  |                                                                                                  |
|  | B. turdi Fukunaga et al. 1997                                                                    |
|  |                                                                                                  |
|  | B. valaisiana Wang et al. 1997                                                                   |
|  |                                                                                                  |

|  | B. turdi Fukunaga et al. 1997  |
|  |                                |
|  | B. valaisiana Wang et al. 1997 |
|  |                                |

|  | B. afzelii Canica et al. 1994                                                                    |
|  |                                                                                                  |
|  | \| \| B. turdi Fukunaga et al. 1997 \| \| \| \| \| \| B. valaisiana Wang et al. 1997 \| \| \| \| |
|  |                                                                                                  |
|  | B. turdi Fukunaga et al. 1997                                                                    |
|  |                                                                                                  |
|  | B. valaisiana Wang et al. 1997                                                                   |
|  |                                                                                                  |

|  | B. turdi Fukunaga et al. 1997  |
|  |                                |
|  | B. valaisiana Wang et al. 1997 |
|  |                                |

|  | B. garinii Baranton et al. 1992     |
|  |                                     |
|  | B. lusitaniae Le Fleche et al. 1997 |
|  |                                     |

|  | B. japonica Kawabata et al. 1994 |
|  |                                  |
|  | B. sinica Masuzawa et al. 2001   |
|  |                                  |

|  | B. garinii Baranton et al. 1992     |
|  |                                     |
|  | B. lusitaniae Le Fleche et al. 1997 |
|  |                                     |

|  | B. japonica Kawabata et al. 1994 |
|  |                                  |
|  | B. sinica Masuzawa et al. 2001   |
|  |                                  |

|  | B. garinii Baranton et al. 1992     |
|  |                                     |
|  | B. lusitaniae Le Fleche et al. 1997 |
|  |                                     |

|  | B. japonica Kawabata et al. 1994 |
|  |                                  |
|  | B. sinica Masuzawa et al. 2001   |
|  |                                  |

|  | B. garinii Baranton et al. 1992     |
|  |                                     |
|  | B. lusitaniae Le Fleche et al. 1997 |
|  |                                     |

|  | B. japonica Kawabata et al. 1994 |
|  |                                  |
|  | B. sinica Masuzawa et al. 2001   |
|  |                                  |

## Aspectes clínics de la infecció

### Malaltia de Lyme
Article principal: Malaltia de Lyme
La malaltia de Lyme és una malaltia sistèmica provocada per diferents espècies de Borrelia que són transmeses per paparres del gènere Ixodes. Els agents causants d'aquesta malaltia són B. burgdorferi, B. garinii i B. afzelii. Afecta, sobretot, a la pell, el sistema nerviós, el cor i les articulacions. El seu principal símptoma és l'aparició d'una lesió cutània, anomenada eritema migrans, entre set i nou dies des que es produeix la picada de la paparra. L'eritema sol desaparèixer després d'unes setmanes fins i tot sense ser tractat, encara que pot reaparèixer on es va produir la picada o en llocs distants.
Si no es tracta la malaltia o si s'administra un tractament inadequat, poden aparèixer símptomes més greus com artritis, miocarditis o meningitis, a conseqüència de la disseminació del bacteri cap a les articulacions, el cor o el sistema nerviós, respectivament.

### Febres recurrents
Article principal: Febre recurrent
Les infeccions per moltes espècies de Borrelia es caracteritzen per les febres recurrents, distingint-se dues formes principals: les epidèmiques, transmeses per polls, i les endèmiques, transmeses per paparres.
Aquestes febres recurrents es produeixen quan el bacteri, transmès per un artròpode infectat, arriba al torrent sanguini del mamífer. Després d'un període d'incubació de 4 a 18 dies, apareixen els primers símptomes de la malaltia. Els símptomes més freqüents, que solen persistir durant un període d'entre 3 i 7 dies, són esgarrifances, febre, mals de cap i cansament. A continuació, es dona un període afebril de 5 a 10 dies després del qual pot haver-hi un nou episodi simptomàtic. Les recaigudes són conseqüència del mecanisme de variació antigènica de què disposen les diferents espècies de Borrelia, que els permet evadir la resposta immunitària.
Borrelia recurrentis, responsable de la forma més greu d'aquesta patologia, és l'única bacteri del gènere que és transmesa per polls. La taxa de mortalitat associada a les infeccions per aquest bacteri en absència de tractament és del 40%, mentre que les infeccions provocades per espècies transmeses per paparres no solen provocar la mort. En tots dos casos, les infeccions es poden tractar amb antibiòtics, disminuint la taxa de mortalitat associada a B. recurrentis fins a un 5% ia nivells fins i tot més baixos si el bacteri és transmesa per una paparra.

## Galeria

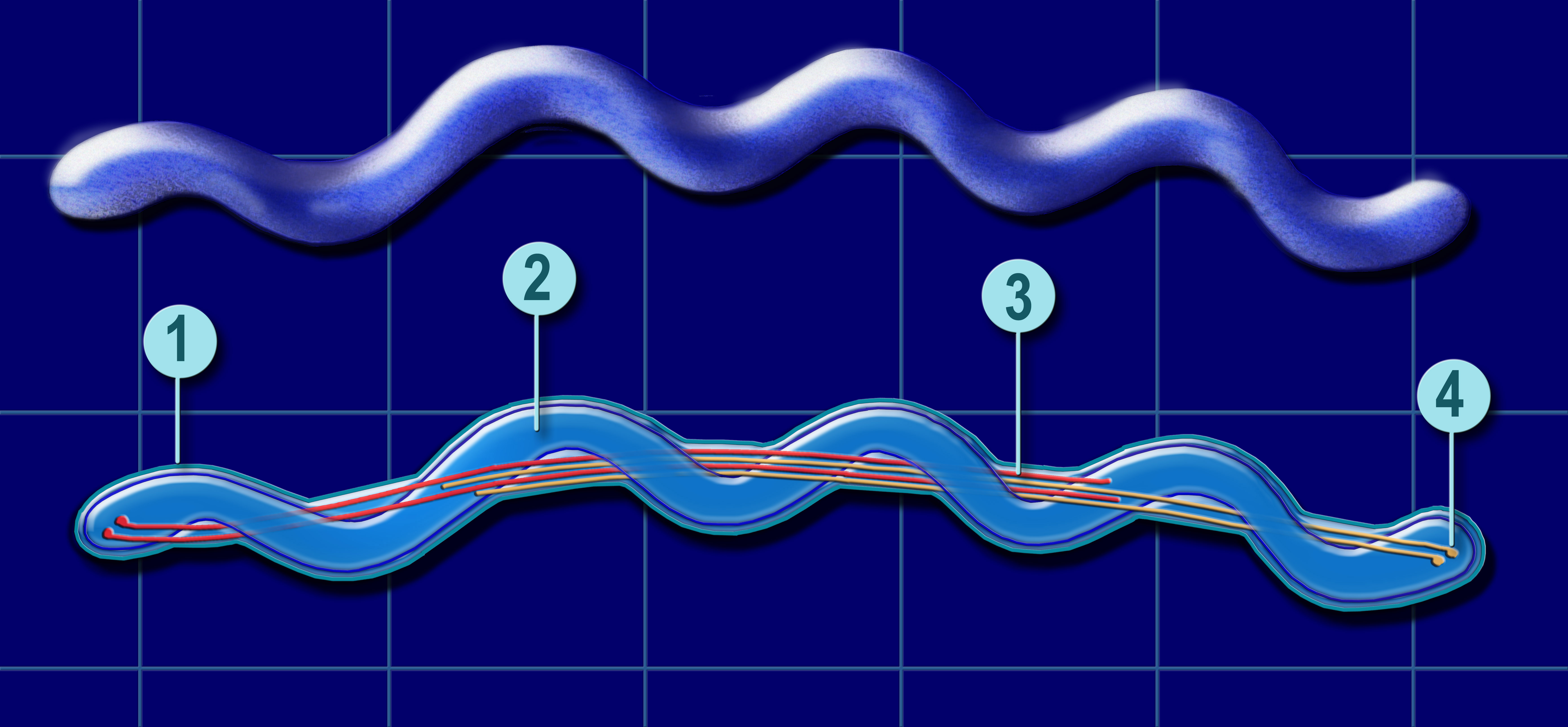
Disposició dels flagels en bacteris del gènere Borrelia. Els flagels es troben en l'espai periplasmàtic, ancorats als dos extrems de la membrana interna i envoltant el cilindre protoplasmàtic. 1 Membrana externa, 2 cilindre protoplasmàtic, 3 zona on els flagells de tots dos pols es superposen, 4 extrem on es troben ancorats els flagels.